# Kloster Frauenthal

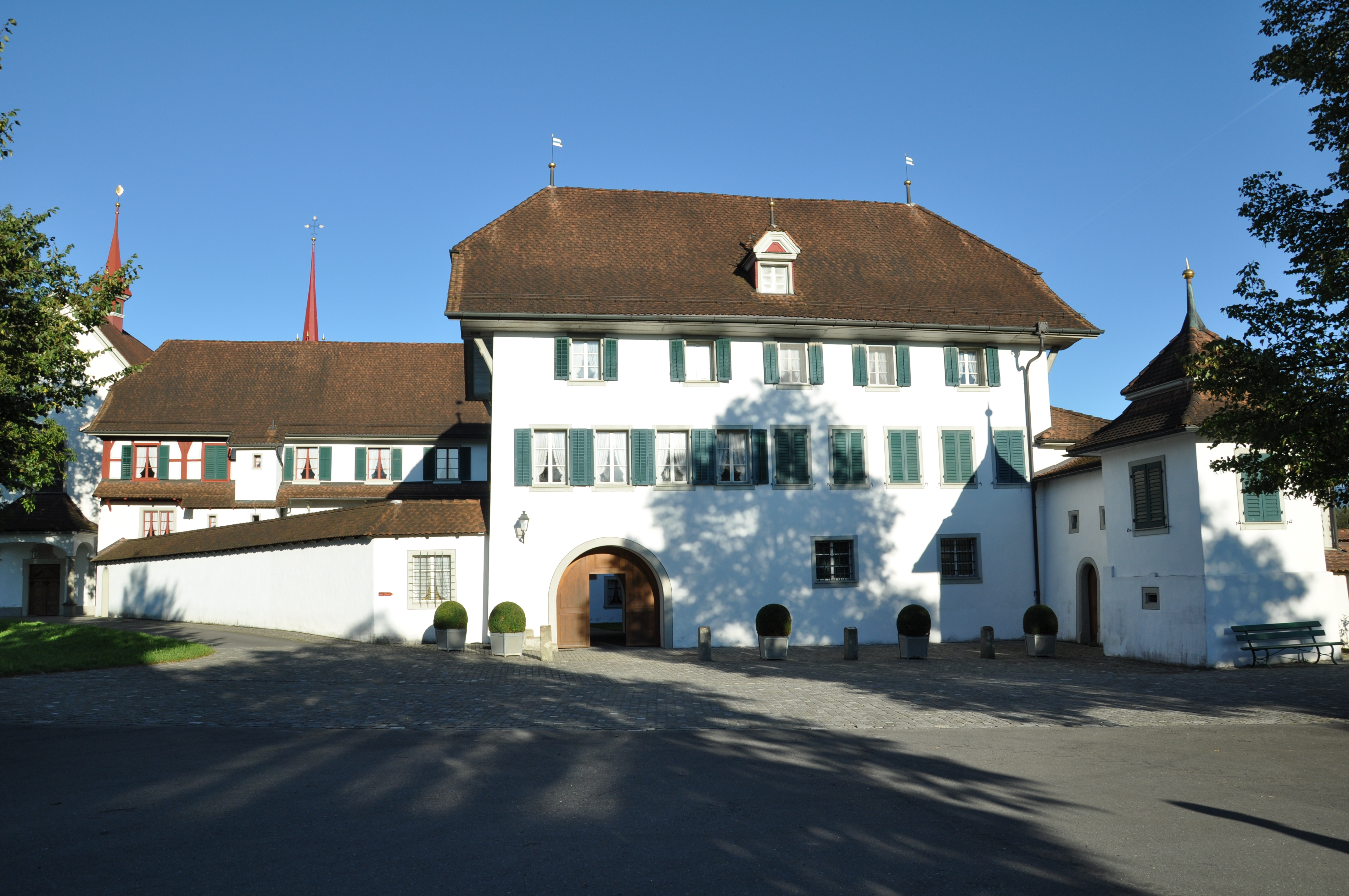
Kloster Frauenthal

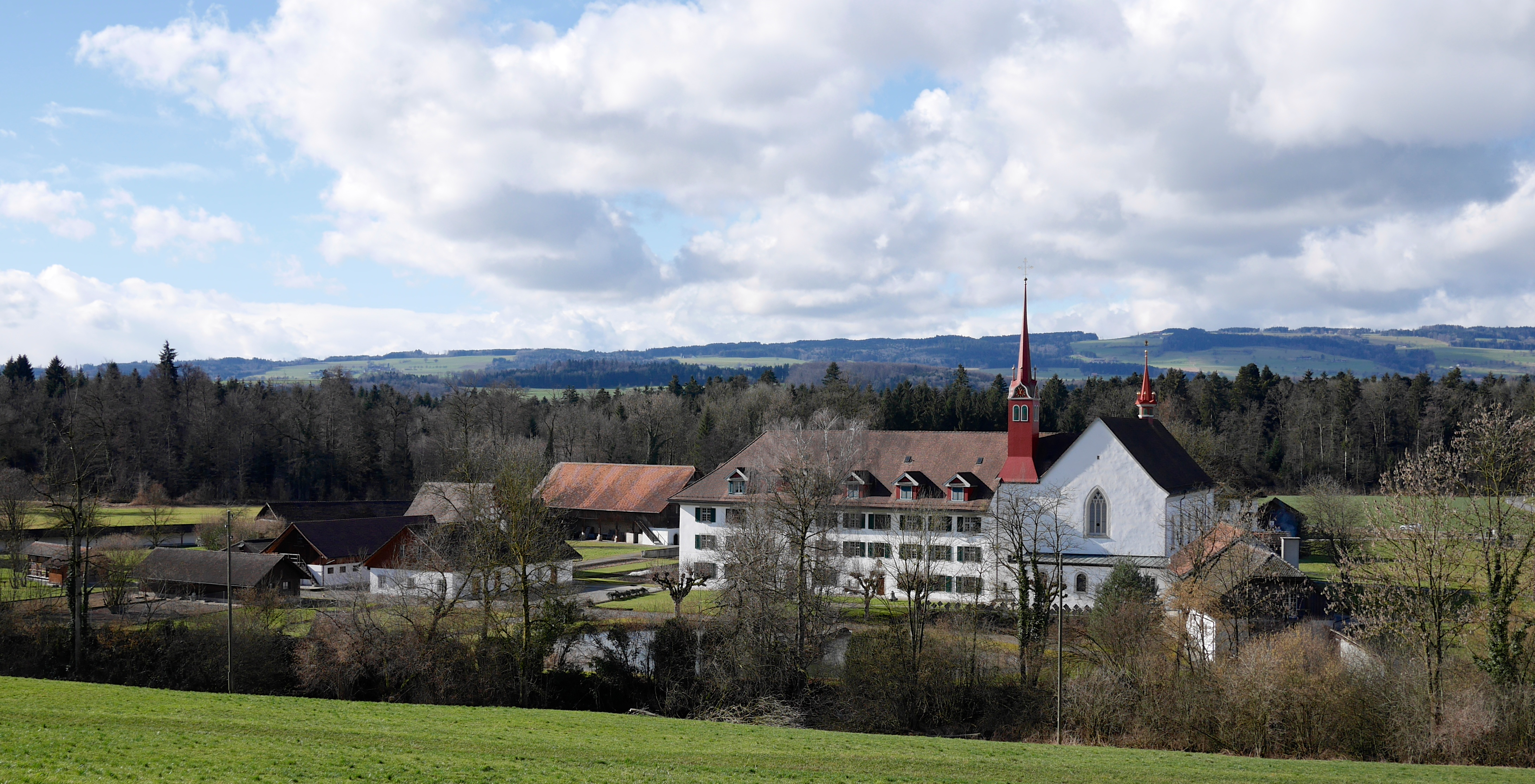
Kloster Frauenthal, Ansicht von Osten

Das Kloster Frauenthal (lat. Abbatia Vallis sancte Marie) ist eine Zisterzienserinnenabtei. Sie liegt auf einer von der Lorze gebildeten Insel nördlich von Hagendorn bei Cham im Kanton Zug. Frauenthal ist die älteste Schweizer Zisterzienserabtei, die am Ort ihrer Gründung bis heute besteht.

## Geschichte

### Adelskloster
1231 gilt als Gründungsjahr des Klosters; eine Stiftungsurkunde fehlt jedoch. Das Gründungsjahr wird 400 Jahre später erstmals im Frauenthaler Jahrzeitbuch von 1632 erwähnt. Die Anfänge liegen wohl in einer Beginensamnung in Hausen am Albis (ZH), die in enger Beziehung zum Zisterzienserkloster Kappel am Albis standen.
Um oder nach 1235 schenkten Freiherr Ulrich von Schnabelburg (erwähnt zwischen 1223 und 1253), seine Gemahlin Agnes, Freifrau von Eschenbach und Graf Ludwig von Frohburg die Lorzeinsel nördlich von Hagendorn den Beginen von Hausen am Albis. Ein Teil der Beginen übersiedelt auf die Lorzeninsel.
Der Konvent auf der Lorzeninsel wurde 1245 durch den Abt von Frienisberg (BE) in den Zisterzienserorden aufgenommen. Das Kloster Kappel übt im 13. und 14. Jahrhundert die Aufsicht über Frauenthal aus.
Die erste namentlich bekannte Äbtissin war Benigna von Hünenberg († nach 1254).
Im Kloster Frauenthal lebten im 13. und 14. Jh. vorwiegend Frauen aus Familien des niederen Adels, einige waren verwitwet. Dazu kamen Laienschwestern und Töchter aus Bauernfamilien, welche die schweren Arbeiten ausführen. Ab 1249 waren auch Laienbrüder in der Landwirtschaft des Klosters tätig.
Als der Sempacherkrieg ausbrach, trat Frauenthal am 5. Januar 1386 in das Burgrecht der Stadt Zug ein. Das Kloster stand nun unter «Schutz und Schirm» der Stadt Zug.
Kappel erhielt 1503 zum letzten Mal den Auftrag, Frauenthal zu visitieren. Die Gründe für das Auslaufen dieses Visitationsauftrages sind unklar.
Als Folge der Reformation in Zürich verließen 1528 die meisten Nonnen das Kloster. Die Äbtissin Margareta Zinner (gest. 1530), Amtszeit 1498–1528 übergab das Kloster dem Rat von Zug. Zug errichtete von 1528 bis 1552 in Frauenthal eine Vogtei. Stadtzugerische Vögte verwalteten Frauenthal und seinen Grundbesitz 24 Jahre lang. Das Kloster war in der Folge verwaist. Die vier Nonnen, die nicht zum reformierten Glauben übertraten, flohen nach Süddeutschland.

### Neuanfang nach der Reformation - Krisenzeit
Der Vertreter des Standes Zug stellte 1552 an der eidgenössischen Tagsatzung den Antrag, das Kloster wieder mit Nonnen zu besetzen. Der Zuger Gesandte, Ammann Johann Letter († 1573), bezeichnet die Verwaltung Frauenthals durch die Zuger Vögte als wirtschaftlichen Misserfolg. Als Vorsteherin soll Anna von Fulach († 1566) aus dem Dominikanerinnenkloster St. Katharinental (TG) berufen werden. Der Rat von Zug amtet weiterhin als Schirmherr und übt die Kontrolle über die Verwaltung aus, schliesst für die Frauen Rechtsgeschäfte ab und regelt die Aufnahmebedingungen für die Neueintretenden. Die ersten drei nachreformatorischen Äbtissinnen werden weitgehend vom Zuger Rat bestimmt.
Das Kloster hat in der Folge etwa 50 Jahre mit grossen inneren und äusseren Schwierigkeiten zu kämpfen. Es geht um die Frage, wer politisch und kirchlich das Sagen hat. Zudem herrschen innerhalb des Konvents unterschiedliche Ansichten über das klösterliche Leben.
1573 lebten nur noch drei Schwestern im Kloster Frauenthal, worauf der visitierende Generalabt der Zisterzienser, Abt Nikolaus I. Boucherat (1515–1586) die Zahl der Nonnen auf 12 festsetzte, was den damaligen klösterlichen Einkünften entsprach. Er regelte den Gottesdienst, das Chorgebet, das Gemeinschaftsleben neu und verschärfe die Klausurbestimmungen. Offenbar entsprach das Leben der Nonnen im Frauenthal nicht den Vorstellungen des höchsten Zisterziensers. Er mahnte unter anderem an, dass die Nonnen sämtlichen Gebeten beiwohnen, sie nicht vorzeitig verlassen und beim Beten eine geziemende Körperhaltung einnehmen sollen. Nonnen, die streiten oder hadern würden, sollten «vom Tisch des Herrn» (= von der Kommunion) ausgeschlossen werden. Der Generalabt legte fest, dass die Regeln den Nonnen viermal pro Jahr vorgelesen werden mussten.
Abt Boucherat von Cîteaux übergab Frauenthal am 23. Juni der Aufsicht des Klosters Wettingen.
Elisabeth Meyenberg († 1644) wurde 1590 neue Äbtissin eines gespaltenen Konvents. Einige Frauen waren mit der strengen Klausur und dem gemeinschaftlichen Leben nicht zufrieden und nicht gewillt, sich unterzuordnen. In einem Brief des Wettinger Abts Peter Schmid (1559–1633) ist von «Unordnung und Ungehorsam» die Rede.

### Vertrag von Jonen - Entspannung
Nachdem die Leitung des Klosters sechs Jahre verwaist war, wurde 1602 Maria Margareta Honegger († 1625), die Tochter des Bremgartner Schultheissen, zur neuen Äbtissin gewählt. Ihr gelang es, mehr Ruhe und Ordnung in das Kloster zu bringen. Nachdem in Frauenthal fast ein halbes Jahrhundert Unruhe herrschte, weil unklar war, wie das Klosterleben geregelt sein sollte und vor allem, wer es zu regeln habe, ergriff Abt Peter Schmid von Wettingen die Initiative. Im aargauischen Jonen unterzeichneten am 21. Februar das Kloster Wettingen, das Kloster Frauenthal und die Stadt Zug einen Vertrag, der das Verhältnis zwischen dem Kloster und der Stadt Zug regelte. Darin wurde festgehalten:
- dass Frauenthal nach den Konzilsbestimmungen und den Satzungen der Zisterzienser reformiert werden müsse.
- dass die Äbtissin ohne Einmischung des Zuger Rats vom Konvent unter Aufsicht des Vaterabts nach den vom Orden geforderten Regeln gewählt werden sollte, wobei der Zuger Rat mit der kirchlichen Obrigkeit die Wahl nur bestätigen dürfe.
- dass die geistliche Führung des Konventes und die Güterverwaltung der Äbtissin zustehe.
- dass die Äbtissin einen Zuger Ratsherrn oder Bürger als Vertrauensmann für die Verwaltungs- und Rechtsgeschäfte wählen und jährlich vor dem Zuger Rat Rechnung ablegen solle.
- dass die Klosterfrauen keine Freunde und Verwandte besuchen dürften und Männer geistlichen und weltlichen Standes keinen Zutritt in den Klosterbereich hätten.
- dass alle aus- und eingehenden Briefe der Äbtissin gezeigt werden müssten.
- dass die Äbtissin alle Klosterfrauen gleichmässig lieben solle.
- dass die Streitpunkte der Vergangenheit ruhen sollten.
- dass die Klosterfrauen nach ihrem Gelübde leben sollten und keinen persönlichen Besitz haben dürften.

Der Jonervertrag war ein wichtiger Schritt in eine ruhigere Zukunft.
Am 16. Dezember 1604 wurde erneut eine Visitation durchgeführt. Der Bericht umfasste 54 Seiten und liest sich wie eine mustergültige Abhandlung über das klösterliche Ideal im Sinn und Geist der Zisterzienser.
Dem Konvent standen in der Folge eine Reihe tüchtiger Äbtissinnen vor, die den Klosterbetrieb durch frühere Verantwortlichkeiten in verschiedenen Chargen kannten. Sie entstammten vorwiegend Bauern- und Bürgerfamilien aus der Zentralschweiz, dem Freiamt und der Ostschweiz. Die Zuger Kastvögte hielten sich weitgehend zurück. Nach langem Widerstand konnten die Reformen des Konzils von Trient durchgesetzt, die Pfründen abgeschafft, die Klausur und ein gemeinschaftliches Leben eingeführt werden.
Unter Äbtissin Catharina Letter († 1655), einer Stadtzugerin, setzte 1635 eine rege Bautätigkeit ein, das Konventsgebäude und die Kirche wurden renoviert und erweitert. Diese Bautätigkeit führte zu einer Verschuldung des Klosters.

### Kriegerische Zeiten (Mitte 17. – Mitte 19. Jh.)
Während des Ersten Villmergerkriegs schädigten 1656 Zürcher Truppen das Kloster beträchtlich. Sie raubten Vieh, legten Ökonomiegebäude in Brand. Der Schaden betrug mehr als 4000 Gulden. Das Klostergebäude blieb unversehrt. Aus Dank dafür hielten die Schwestern seither jedes Jahr einen Gedenkgottesdienst ab.
Die im 17. Jh. wegen des Bauernkriegs und des Ersten Villmergerkriegs sehr unruhige Lage bewegte Frauenthal dazu, 1674 das Burgrecht mit der Stadt Zug zu erneuern.
Das Kloster schuf 1678 eine Schule für junge Frauen. Sie sollte religiöse Bildung, geistige Kenntnisse und Fertigkeiten in fraulichen Arbeiten vermitteln.
Unter Äbtissin Maria Verena Mattmann (1650–1726) wurde 1698 die Klosteranlage erweitert.
Als 1712 der Zweite Villmergerkrieg ausbrach, fand ein grosser Teil der Nonnen im oberen Zurlaubenhof in Zug Zuflucht. Die Äbtissin blieb mit wenigen Schwestern im Frauenthal zurück. Das Kloster musste katholische Truppen unterbringen, 50 Zuger, 600 Walliser, später 400 Urner. Die Soldaten mussten gegen ein geringes Entgelt verköstigt werden. Nach der Niederlage der Katholiken in Villmergen AG besetzen die Zürcher das Kloster für drei Wochen. Das Wasch- und das Holzhaus werden zerstört, die Lehenshöfe Hatwil und Islikon wurden niedergebrannt, fast alle Lebensmittel und viele Tiere wurden beschlagnahmt.
1798, während des Einmarschs der französischen Truppen in der Schweiz, zogen sich die Schwestern ins Kloster Maria Opferung in Zug zurück. Dort blieben sie sieben Wochen. Sechs Frauen verharrten im Kloster. Die ersten im Frauenthal eintreffenden Franzosen konnten durch Geldgaben beschwichtigt werden. Das Kloster musste dann aber 52 Offiziere und mehr als 150 französische Soldaten verpflegen. Mit «grosszügiger Gastfreundschaft» sollen die Soldaten von Zerstörungen abgehalten werden. Kirche und Konventsgebäude blieben unversehrt.
Das Ende der alten Eidgenossenschaft und der Einmarsch der Franzosen schufen eine neue Rechtslage. Die Privilegien der geistlichen Körperschaften wurden abgeschafft. Die Verwaltungskammer des neuen Kantons Waldstätten erklärt das Vermögen der Klöster am 16. Mai zu Staatseigentum. Frauenthal verlor den einst weitläufigen Grundbesitz in den Kantonen Aargau und Zürich. Es gelang dem Kloster einige seiner Güter auf zugerischem Gebiet zurückzukaufen.
Der Grosse Rat des Kantons Aargau beschloss 1841 alle aargauischen Klöster aufzuheben. Die Gebäude mussten in 48 Stunden verlassen werden. Nonnen und Mönche aus Muri, Gnadental und Wettingen suchten vorübergehend Schutz in Frauenthal. Leopold Höchle (1791–1864), Abt von Wettingen lebte kurze Zeit im Frauenthal.
Als 1847 der Sonderbundskrieg ausbrach, musste Frauenthal die Truppen des Sonderbunds versorgen. Da das Kloster nahe der zürcherischen Grenze liegt und weil die eidgenössischen Truppen in Knonau und Maschwanden Manöver abhielten, fürchtete man einen Angriff aus dieser Richtung. Als Zug am 21. November kapitulierte, drangen die eidgenössischen Truppen Richtung Frauenthal vor. Sie durchsuchten das ganze Kloster nach Soldaten des Sonderbunds und nach Munition. Anschliessend wurden drei Monate lang Soldaten der eidgenössischen Truppen im Kloster einquartiert.

### Kloster Frauenthal expandiert
Nach der Revolutionszeit verlangte 1850 die Zuger Regierung eine Erweiterung der 1678 geschaffenen Schule für junge Frauen. Frauenthal eröffnete eine Mädchen- und Arbeitsschule.
Die vertriebenen Mönche von Wettingen kauften 1854 das leerstehende Kloster in Mehrerau bei Bregenz. Frauenthal leistete dazu einen finanziellen Beitrag und unterstand seither der geistlichen Leitung der Zisterzienserabtei Wettingen-Mehrerau bei Bregenz.
Das Elektrizitätswerk Frauenthal wurde 1904 in Betrieb genommen. Alle Gebäude verfügten nun über elektrisches Licht und Betriebe wie die Sägerei wurden von Elektromotoren angetrieben.
Das Kloster Frauenthal feierte am 9. April 1931 sein 700-jähriges Bestehen. Zu diesem Anlass verfasste Aloys Müller aus Zug eine Festschrift.
Ein Brand zerstörte 1934 in der Nacht auf Freitag die Scheune und die Sägerei. Ursache war fahrlässiges Handeln eines Arbeiters.
1953, mit der Schaffung der kantonalen Landwirtschaftsschule im Schluechthof in Cham, wurde der Ruf nach einer Zuger Bäuerinnenschule laut. Der Zuger Regierungsrat wand sich an das Kloster. Das Gästehaus wurde entsprechend umgebaut und erweitert und die ersten sechs Schülerinnen traten ein. Der Kanton Zug förderte die Schule. Das Kloster führte die Bäuerinnenschule bis 1970.
Der amerikanische Bischof William Aloysius O’Connor (1903–1983) wollte 1957 in seiner Diözese ein kontemplatives Frauenkloster schaffen. Er wandte sich zuerst an den Heiligen Stuhl und gelangte mit diesem Ansinnen über den Ordensoberen der Zisterzienser schliesslich an das Kloster Frauenthal. Ende November werden sechs Klosterfrauen nach den USA ausgesandt, um in der Nähe der Stadt Prairie du Sac (Wisconsin) die klösterliche Niederlassung Valley of Our Lady zu gründen. Dort bauten sie ein Kloster auf. Äbtissin Maria Josepha Knüsel (1903–1967) begleitete die Niederlassung intensiv.
Valley of Our Lady wurde 1965 zu einem selbständigen Priorat.
Im Kloster Frauenthal lebten 1970 43 Schwestern.
Der Konvent sprach sich 1978 für den Bau der damals grössten Biogasanlage der Schweiz aus.
Das Kloster wurde 1997 umfassend saniert und 2005 auch die Klosterkirche. Das Kloster erhielt 2021 eine neue Organisationsform. Es wurde zu einer weltlichen Stiftung, welche die Zukunft von Frauenthal sichern sollte.

## Frauenthaler Lebkuchen
Als der Sempacherkrieg ausgebrochen war, trat das Kloster Frauenthal am 5. Januar in ein Burgrecht mit der Stadt Zug ein. Das Kloster stand nun unter «Schutz und Schirm» der Stadt Zug. Es erstattete dafür jährlich 3 Pfund Pfennig und entrichtete eine Umsatzsteuer für seine auf den Markt gehandelten Produkte, von den ordentlichen Steuern blieb es aber befreit.
Mit dem nachreformatorischen Neubeginn unter Äbtissin Anna von Fulach entstand der Brauch, dass das Kloster Frauenthal auf Neujahr jedem der Zuger Ratsherren als Abgabe einen Lebkuchen von 12 Pfund oder einen Münzdukaten überreichte.
1737 monierte der Zuger Rat nach Erhalt der Lebkuchen, dass diese zu klein seien. Die Äbtissin M. Elisabeth V. Kunigunde Brandenberg (1681–1742), eine Stadtzugerin, Tochter des Statthalters und Landvogts Johann Jakob Brandenberg, reagierte postwendend. Sie schrieb dem Rat am 11. Januar, dass dem Kuchen "nichts vom Gewicht genommen" worden sei und dass sie diesen Kuchen im Übrigen als freiwilliges Neujahrsgeschenk betrachte. Mit dem Ende der alten Eidgenossenschaft fand dieser Brauch ein Ende.
1984 wurde die Tradition des Frauenthaler Lebkuchens wieder aufgenommen. Seither werden in der ersten Dezemberwoche Einwohnerinnen und Einwohner der Stadt Zug, die sich im Stillen für das Gemeinwohl verdient gemacht haben, vom Zuger Stadtrat als Dank für ihre Verdienste mit einem Lebkuchen aus dem Kloster Frauenthal geehrt. Initiant der neuen Tradition des Frauenthaler Lebkuchens war der damalige Stadtschreiber Albert Müller, der einen persönlichen Kontakt zum Kloster und zur damaligen Äbtissin, Charitas Meier, hatte.

## Wichtigste Etappen der Baugeschichte

Vogelschauansicht vor 1686

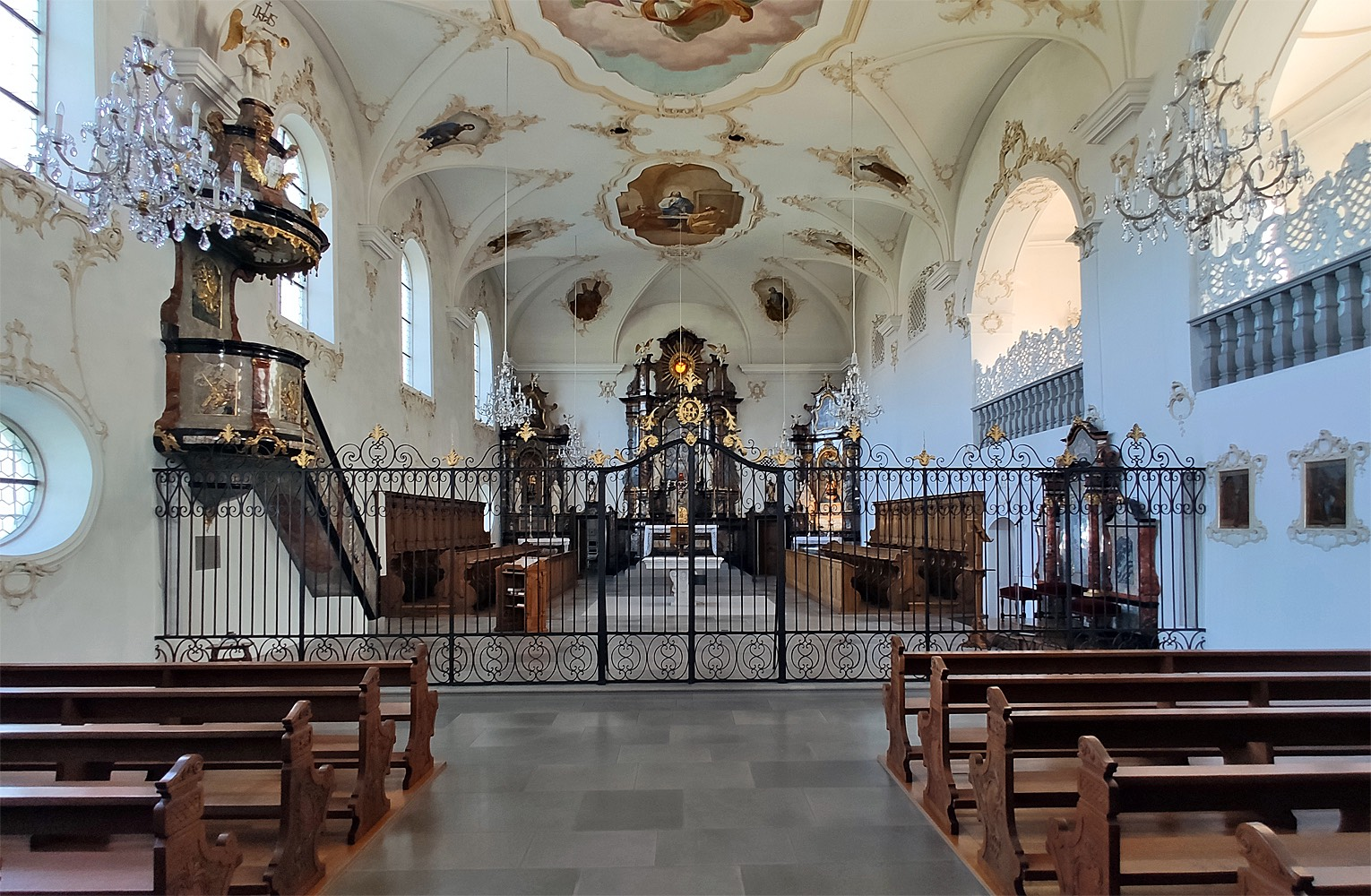
Inneres der barocken Klosterkirche

1252 ist in einem Privileg des deutsch-römischen Königs Wilhelm zum ersten Mal vom Klosterbau die Rede. Die ältesten Gebäudeteile der Kirche, Sakristei, der Binnenmauern des Ostflügels, der Nordteil des Westflügels (Konversenhaus) stammen aus jener Zeit.
1696–1698 erstellte der Vorarlberger Baumeister Johannes Moosbrugger den Neubau des Süd- und Ostflügels. Deren Struktur ermöglicht die Einhaltung der Vorschriften zur Klausur und zum Gemeinschaftsleben.
1731 erneuerte Baumeister Jost Bernhard Lips aus Beromünster die Kirche, er erhöht die mittelalterlichen Mauern, diese erhalten neue Fenster. Auf der Südseite entsteht ein neuer Emporengang, im Innern flache Decken, die durch gegossene Stuckprofile gegliedert werden. An der Ostwand entstehen drei neue Altäre. Der Nonnenchor wird zwischen Altarhaus und Laienkirche auf einer Empore eingerichtet, welche gegen die Laienkirche mit zwei Altären abgeschlossen ist. Die Orgel wird von Josef und Viktor Ferdinand Bossard von Baar angefertigt. Das heute noch bestehende Chorgestühl wird erstellt. Der ganze Kreuzgang wird renoviert.
1775 erhalten Josef und Jakob Scharpf und Anton Klotz aus dem Lechtal den Auftrag, die Klosterkirche zu einem einheitlichen Raum umzugestalten. Dabei wird auf den bisherigen, typisch zisterziensischen Charakter verzichtet. Das Chorgestühl wird auf eine tiefe, von acht Säulen gestützte Westempore verlegt, zu der die bereits 1733 erstellte Galerie auf der Südseite den Zugang vom Kloster her ermöglicht. Die baulichen Veränderungen erfolgen aufgrund der Anregungen des Visitators, Abt Sebastian Steinegger, und haben das Ziel, der Seelsorge für die Bewohner der Umgebung besser genügen zu können. Drei neue Stuckmarmoraltäre, Kanzel und Zelebrantenthron werden im Presbyterium erstellt. Wände und Decken erhalten Stuckaturen. Das Chorgitter schmiedet Josef Steinmann aus Zug, die Altarfiguren stammen von Friedrich Schäfer aus Luzern, die Gemälde von Antoni Schueler aus dem Lechtal.
1851/52 wird von Silvester Walpen aus Luzern eine neue Orgel eingebaut.
1868 erfolgen umfassenden Innenrenovation und Aussenrenovation: neue Altarbilder von Melchior Paul von Deschwanden, neue Deckengemälde und Glasfenster, zweifarbige Bodenbeläge aus Zementplättchen.
Ab 1972 erfolgt eine Gesamtrestaurierung der Kirche. Das Chorgestühl wird in Anpassung an die liturgischen Erneuerungen des II. Vatikanischen Konzils ebenerdig aufgestellt, Kanzel, Priestersitz und Chorgitter werden nach Westen versetzt und die Empore auf die Hälfte ihrer ursprünglichen Tiefe verkürzt. Die Kirche wird soweit möglich auf den Zustand im späten 18. Jh. zurückgeführt. Die Orgel wird von Graf, Sursee, im alten Gehäuse erneuert.
1976 werden der Westflügel, das Beichtigerhaus (aussen) und der Gartenpavillon sowie der äussere Klosterhof restauriert.
Auch in den folgenden Jahrzehnten werden regelmässig Instandstellungsarbeiten durchgeführt.

## Die Äbtissinnen von Frauenthal von 1254 bis heute
Vorangestellt in eckigen Klammern die klosterinterne und von der Forschungsliteratur übernommene Zählweise:
1. von Hünenberg Benigna (gest. n. 1254), 1254 als Äbtissin nachweisbar[51]
2. Ita (gest. n. 1264), 1264 als Äbtissin nachweisbar[51]
3. von Schnabelburg Udalhild (gest. n. 1274), von 1268 bis 1270 als Äbtissin nachweisbar[51]
4. von Wädiswil Ita (gest. 1290), von 1271 bis 1287 als Äbtissin nachweisbar[52]
5. von Wädiswil Katharina (gest. n. 1302), von 1299 bis 1302 als Äbtissin nachweisbar[53]
6. von Rüssegg Adelheid (gest. n. 1311), 1310/1311 als Äbtissin nachweisbar[53]
7. von Hünenberg Elisabeth (gest. n. 1339), von 1318 bis 1339 als Äbtissin nachweisbar[53]
8. von Hünenberg Klara (gest. n. 1346), von 1343 bis 1346 als Äbtissin nachweisbar[54]
9. von Rinach Adelheid (gest. n. 1354), von 1348 bis 1354 als Äbtissin nachweisbar[55]
10. Spezier Anna (gest. n. 1360), 1359/1360 als Äbtissin nachweisbar[55]
11. von Wellenberg Agnes (gest. 1369), 1362 als Äbtissin nachweisbar[55]
12. von Büttikon Agnes (gest. n. 1382), von 1373 bis 1382 als Äbtissin nachweisbar[55]
13. von Jestetten Margareta (gest. n. 1421), von 1408 bis 1421 als Äbtissin nachweisbar[56]
14. Knödlin Elisabeth (gest. n. 1426), von 1423 bis 1426 als Äbtissin nachweisbar[56]
15. von Hünenberg (Klara) (gest. n. 1462), vor 1462 als Äbtissin nachweisbar[56]
16. Netstaler Verena (gest. 1494), von 1462 bis 1493 als Äbtissin nachweisbar[57]
17. Hasfurter Dorothea (gest. 1497), von 1494 bis 1497 als Äbtissin nachweisbar[58]
18. Zinner Margareta (gest. 1530), von 1498 bis 1528 als Äbtissin nachweisbar[58]
19. von Fulach Anna (vor 1520–1566), 1552–1566[59][58]
20. Hindenmann Magdalena (gest. 1575), 1566–1575[60][59]
21. Müller Margareta (gest. 1586), 1580–1586[60][59]
22. Forster Katharina (gest. 1589), 1586–1589[60][61]
23. Meyenberg Elisabeth (gest. 1644), 1590–1597[62][61]
24. Honegger Maria Margareta (gest. 1625), 1602–1625[62][61]
25. Letter Maria Katharina (gest. 1655), 1625–1652[62][61]
26. Huber Maria Cäcilia (gest. 1657), 1652–1657[63][61]
27. Wirth Maria Verena (1613–1688), 1657–1688[63][61]
28. Mattmann Maria Verena (1650–1726), 1688–1726[64][61]
29. Brandenberg Maria Elisabeth Kundigunde (1681–1742), 1726–1742[65][61]
30. Villiger Maria Agatha (1693–1771), 1742–1771[66][61]
31. Herzog Maria Agatha (1723–1806), 1771–1806[67][61]
32. Weber Maria Martina Augustina (1765–1840), 1806–1840[67][68]
33. Wickihalter Maria Gerarda (1803–1874), 1840–1874[67][68]
34. Dossenbach Maria Wilhelmina (1838–1896), 1874–1896[69][68]
35. Schmid Maria Ludovika (1861–1917), 1896–1917[69][68]
36. Bossard Maria Agatha (1868–1943), 1917–1943[69][68]
37. Knüsel Maria Josefa (1903–1967), 1943–1967[70][68]
38. Willimann Maria Dolorosa (1935–1980), 1967–1980[71]
39. Meier Maria Charitas (1933–2020), 1981–2008[71]
40. Bucher Maria Consolata (1942–2015), 2014–2015[72]
41. Berg Beda (seit 10. Mai 2025)[73]

## Die Priorinnen-Administratorinnen im 21. Jahrhundert
1. Bucher Maria Consolata, (2008–2014)
2. M. Benigna Bernet von Dietfurt SG (2016–2022)[74]
3. Priorin Sr. M. Beda (Berg, Abigail Megan) (2022–2025), amerikanische Staatsangehörige[75] aus dem vom Kloster Frauenthal gegründeten Kloster "Valley of our Lady" in Wisconsin USA